# (I Wanna Take) Forever Tonight
(I Wanna Take) Forever Tonight is een nummer uit 1995 van de Amerikaanse Chicago-zanger Peter Cetera, in duet met de Amerikaanse zangeres Crystal Bernard.
Eric Carmen had het nummer aanvankelijk voor zichzelf geschreven. Het nummer zou op zijn nieuwe album verschijnen, maar het platenlabel Arista was niet enthousiast. Carmen en co-schrijver Goldmark boden het daarna aan bij Peter Cetera, die besloot het nummer uit te brengen. Volgens Eric Carmen paste Cetera de tekst enigszins aan zodat het nummer minder seksueel getint overkwam.
Na het horen van een demo die Crystal Bernard hem had toegestuurd, vroeg Cetera haar om (I Wanna Take) Forever Tonight samen op te nemen.
In 1999 werd het nummer gecoverd door Christian Wunderlich en Kirstin Hall. Zij bereikten hiermee in de hitlijsten een 6e positie in Zwitserland en een 17e in Duitsland.